# GALEX
Galaxy Evolution Explorer (GALEX) eller Explorer 83 är ett amerikanskt rymdteleskop för ultraviolett astronomi, som skickades iväg den 28 april 2003. En Pegasus-raket skickade iväg det ut i omloppsbana runt jorden. I februari 2011 upphörde NASA:s finansiella stöd, och rymdteleskopet togs ur bruk den 28 juni 2013. Det beräknades ligga i omloppsbana i minst 65 år innan återinträdet i jordens atmosfär.

### Fotnoter
1. ↑  ”NASA Space Science Data Coordinated Archive” (på engelska). NASA. https://nssdc.gsfc.nasa.gov/nmc/spacecraft/display.action?id=2003-017A. Läst 7 april 2020.
2. ↑  NASA Decommissions Its Galaxy Hunter Spacecraft